# Yongho-dong, Busan
Yongho-dong (koreanska: 용호동) är en stadsdel i staden Busan, i den sydöstra delen av Sydkorea, 300 km sydost om huvudstaden Seoul. Den ligger i stadsdistriktet Nam-gu.
Ögruppen Oryukdo tillhör stadsdelen. Den kan betraktas från Oryukdo Skywalk på fastlandet.

## Indelning
Administrativt är Yongho-dong indelat i:
| Namn    | Namn               | Yta km² | Invånare 31 dec 2018 |
| ------- | ------------------ | ------- | -------------------- |
| 용호1동 | Yongho 1(il)-dong  | 1,60    | 46 732               |
| 용호2동 | Yongho 2(i)-dong   | 2,03    | 18 395               |
| 용호3동 | Yongho 3(sam)-dong | 1,96    | 13 363               |
| 용호4동 | Yongho 4(sa)-dong  | 1,52    | 9 295                |